# Moncef Khouini
Pour les articles homonymes, voir Khouini.
Moncef Khouini, né le 4 novembre 1951 à Nianou, est un footballeur tunisien.
Khouini s'intéresse au football par le biais de son frère Hamadi. Il signe sa première licence avec le Club africain en 1966 et dispute son premier match chez les seniors en 1969.

## Carrière
- 1966-1978 : Club africain (Tunisie)
- 1978-1979 : Al-Shabab Riyad (Arabie saoudite)
- 1979-1980 : Club africain (Tunisie)

## Palmarès

### Clubs
- Championnat de Tunisie :
  - Vainqueur : 1973, 1974, 1980
- Coupe de Tunisie :
  - Vainqueur : 1969, 1970, 1972, 1973, 1976
  - Finaliste : 1974, 1980
- Coupe du Maghreb des clubs champions : 
  - Vainqueur : 1974, 1975, 1976
- Coupe du Maghreb des vainqueurs de coupe :
  - Vainqueur : 1971
  - Finaliste : 1972, 1973
- Meilleur buteur du championnat de Tunisie : 1972

### Équipe nationale
- Coupe de Palestine :
  - Vainqueur : 1973
- Jeux méditerranéens :
  - Finaliste : 1971